# Philodromus dilutus
Philodromus dilutus är en spindelart som beskrevs av Tord Tamerlan Teodor Thorell 1875. Philodromus dilutus ingår i släktet Philodromus och familjen snabblöparspindlar. Inga underarter finns listade i Catalogue of Life.